# 15 Andromedae
15 Andromedae este o stea din constelația Andromeda.